# 法定代表人
法定代表人是在法律层面上代表一家社会组织的自然人。

## 法人与法定代表人
根据法律，一家社会组织可以构成法人，即法律拟制的人。法人职权的行使要落实到具体的、真实的人身上，即法定代表人。
法人是在法律上人格化了的、依法具有民事权利能力和民事行为能力并独立享有民事权利、承担民事义务的社会组织。

## 中华人民共和国
《中华人民共和国民法通则》第三十八条规定：“依照法律或者法人组织章程规定，代表法人行使职权的负责人，是法人的法定代表人。” 
对于公司法人，《公司法》第十三条规定：“公司法定代表人依照公司章程的规定，由董事长、执行董事或者经理担任，并依法登记。”可见，对于公司法定代表人是否持有股权并无要求。
1999年6月23日国家工商行政管理局令第90号发布的《企业法人法定代表人登记管理规定》第四条规定八种人不得担任法定代表人：
1. 无民事行为能力或者限制民事行为能力的；
2. 正在被执行刑罚或者正在被执行刑事强制措施的；
3. 正在被公安机关或者国家安全机关通缉的；
4. 因犯有贪污贿赂罪、侵犯财产罪或者破坏社会主义市场经济秩序罪，被判处刑罚，执行期满未逾五年的；因犯有其他罪，被判处刑罚，执行期满未逾三年的；或者因犯罪被判处剥夺政治权利，执行期满未逾五年的；
5. 担任因经营不善破产清算的企业的法定代表人或者董事、经理，并对该企业的破产负有个人责任，自该企业破产清算完结之日起未逾三年的；
6. 担任因违法被吊销营业执照的企业的法定代表人，并对该企业违法行为负有个人责任，自该企业被吊销营业执照之日起未逾三年的；
7. 个人负债数额较大，到期未清偿的；
8. 有法律和国务院规定不得担任法定代表人的其他情形的。

### 分类
依照法人的不同种类，可分为：
- 企业法人
  - 公司法人
  - 非公司制企业法人
    - 全民所有制法人，如依照《中华人民共和国全民所有制企业法》设立的由铁道部改制的中国铁路总公司。
    - 集体所有制法人
    - 中外合资经营企业法人
    - 中外合作经营企业法人
    - 外商独资企业法人
    - 联营企业法人
- 非企业法人
  - 事业单位法人：包括学校、医院、研究院所、文化团体等等。
  - 国家机关法人：包括国家各级权力机关、行政机关、司法机关、军事机关等从事民事活动时。也包括县级以上各级中共、民主党派机关。
  - 社会团体法人：包括人民群众团体，社会公益团体，行业协会，学术研究团体如各种学会，宗教团体等。
  - 其他团体法人：包括民间非营利的民办非企业单位。